# Luise Mauersberger
Luise Mauersberger (ur. 2 lipca 1990 w Konstancji w Niemczech) – niemiecka siatkarka grająca jako atakująca. Obecnie występuje w drużynie Rote Raben Vilsbiburg.

## Kariera
| Klub                  | Kraj   | Od        | Do        |
| --------------------- | ------ | --------- | --------- |
| USC Konstanz          | Niemcy | 2002–2003 | 2004–2005 |
| VC Olympia            | Niemcy | 2005–2006 | 2006–2007 |
| SV Sinsheim           | Niemcy | 2007–2008 | 2011–2012 |
| Rote Raben Vilsbiburg | Niemcy | 2012–2013 | …         |